# Aranküla
Aranküla – wieś w Estonii, w prowincji Rapla, w gminie Rapla.